# هيكتور سوكورو
هيكتور سوكورو (مواليد 26 يونيو 1912) هو لاعب كرة قدم. يلعب مع منتخب كوبا لكرة القدم. سبق له أن لعب في كأس العالم لكرة القدم مع منتخب بلاده.

## روابط خارجية
- هيكتور سوكورو على موقع الاتحاد الدولي (مؤرشف)  (الإنجليزية)
- هيكتور سوكورو على موقع قاعدة بيانات كرة القدم.إي يو (الإنجليزية)
- هيكتور سوكورو على موقع ناشيونال فوتبول تيمز (الإنجليزية)
- هيكتور سوكورو على موقع Soccerway.com (الإنجليزية)
- هيكتور سوكورو على موقع عالم كرة القدم.نت (الإنجليزية)